# كريستيان سيتلر
كريستيان سيتلر (بالألمانية: Christian Sittler)‏ (مواليد 26 فبراير 1954) هو ملاكم نمساوي، مثّل بلاده في الألعاب الأولمبية الصيفية 1976.

## روابط خارجية
كريستيان سيتلر على موقع بوكس ريك (الإنجليزية) (registration required)
- كريستيان سيتلر على موقع اللجنة الأولمبية الدولية (الإنجليزية)
- كريستيان سيتلر على موقع أوليمبيديا (الإنجليزية)